# Availles-sur-Seiche

Availles-sur-Seiche este o comună în departamentul Ille-et-Vilaine, Franța. În 1 ianuarie 2022 avea o populație de 647 de locuitori.